# Rapid Bukareszt (piłka nożna) w europejskich pucharach
Występy w europejskich pucharach rumuńskiego klubu piłkarskiego Rapid Bukareszt.
Legenda do wszystkich tabel:
- Q – runda eliminacyjna, 1/16, 1/8, 1/4, 1/2 – odpowiednia faza rozgrywek, Grupa – runda grupowa, 1r gr – pierwsza runda grupowa, 2r gr – druga runda grupowa, F – finał, R – runda, PO – play-off
- k. – rzuty karne, los. – losowanie, Dogr. – dogrywka, w. – zasada bramek strzelonych na wyjeździe

## Wykaz spotkań pucharowych

### PEMK/Liga Mistrzów
| Sezon     | Runda | Klub           | Dom | Wyjazd | Ogólnie |
| --------- | ----- | -------------- | --- | ------ | ------- |
| 1967/68   | 1R    | Botew Płowdiw  | 3–0 | 0–2    | 3–2     |
| 1967/68   | 2R    | Juventus F.C.  | 0–0 | 0–1    | 0–1     |
| 1999/2000 | 2Q    | Skonto         | 3–3 | 1–2    | 4–5     |
| 2003/04   | 2Q    | RSC Anderlecht | 0–0 | 2–3    | 2–3     |

### Puchar Zdobywców Pucharów
| Sezon   | Runda | Klub              | Dom | Wyjazd | Ogólnie |
| ------- | ----- | ----------------- | --- | ------ | ------- |
| 1972/73 | 1R    | Landskrona BoIS   | 3–0 | 0–1    | 3–1     |
| 1972/73 | 2R    | Rapid Wiedeń      | 3–1 | 1–1    | 4–2     |
| 1972/73 | 1/4   | Leeds United      | 1–3 | 0–5    | 1–8     |
| 1975/76 | 1R    | RSC Anderlecht    | 1–0 | 0–2    | 1–2     |
| 1998/99 | Q     | Grevenmacher      | 2–0 | 6–2    | 8–2     |
| 1998/99 | 1R    | Vålerenga Fotball | 2–2 | 0–0    | 2–2, w. |

### Puchar UEFA/Liga Europy
| Sezon   | Runda   | Klub                 | Dom | Wyjazd | Ogólnie    |
| ------- | ------- | -------------------- | --- | ------ | ---------- |
| 1971/72 | 1R      | SSC Napoli           | 2–0 | 0–1    | 2–1        |
| 1971/72 | 2R      | Legia Warszawa       | 4–0 | 0–2    | 4–2        |
| 1971/72 | 3R      | Tottenham Hotspur    | 0–2 | 0–3    | 0–5        |
| 1993/94 | 1R      | Inter Mediolan       | 0–2 | 1–3    | 1–5        |
| 1994/95 | Q       | Valletta             | 1–1 | 6–2    | 7–3        |
| 1994/95 | 1R      | Royal Charleroi      | 2–0 | 1–2    | 3–2        |
| 1994/95 | 2R      | Eintracht Frankfurt  | 2–1 | 0–5    | 2–6        |
| 1996/97 | Q       | Łokomotiw Sofia      | 1–0 | 1–0    | 2–0        |
| 1996/97 | 1R      | Karlsruher SC        | 1–0 | 1–4    | 2–4        |
| 2000/01 | Q       | Mika Erywań          | 3–0 | 0–1    | 3–1        |
| 2000/01 | 1R      | Liverpool            | 0–1 | 0–0    | 0–1        |
| 2001/02 | Q       | Atlantas Kłajpeda    | 8–0 | 4–0    | 12–0       |
| 2001/02 | 1R      | Paris Saint-Germain  | 0–3 | 0–0    | 0–3        |
| 2002/03 | Q       | Gorica               | 2–0 | 3–1    | 5–1        |
| 2002/03 | 1R      | Vitesse Arnhem       | 0–1 | 1–1    | 1–2        |
| 2005/06 | 1Q      | Sant Julià           | 5–0 | 5–0    | 10–0       |
| 2005/06 | 2Q      | Wardar Skopje        | 3–0 | 1–1    | 4–1        |
| 2005/06 | 1R      | Feyenoord            | 1–0 | 1–1    | 2–1        |
| 2005/06 | Grupa G | Stade Rennais        | 2–0 |        | 1. miejsce |
| 2005/06 | Grupa G | Szachtar Donieck     |     | 1–0    | 1. miejsce |
| 2005/06 | Grupa G | PAOK FC              | 1–0 |        | 1. miejsce |
| 2005/06 | Grupa G | VfB Stuttgart        |     | 1–2    | 1. miejsce |
| 2005/06 | 1/16    | Hertha BSC           | 2–0 | 1–0    | 3–0        |
| 2005/06 | 1/8     | Hamburg              | 2–0 | 1–3    | 3–3, w.    |
| 2005/06 | 1/4     | Steaua Bukareszt     | 1–1 | 0–0    | 1–1, w.    |
| 2006/07 | 1Q      | Sliema Wanderers     | 5–0 | 1–0    | 6–0        |
| 2006/07 | 2Q      | Sarajevo             | 2–0 | 0–1    | 2–1        |
| 2006/07 | 1R      | CD Nacional          | 1–0 | 2–1    | 3–1, Dogr. |
| 2006/07 | Grupa G | Paris Saint-Germain  | 0–0 |        | 4. miejsce |
| 2006/07 | Grupa G | Hapoel Tel Awiw      |     | 2–2    | 4. miejsce |
| 2006/07 | Grupa G | Mladá Boleslav       | 1–1 |        | 4. miejsce |
| 2006/07 | Grupa G | Panathinaikos AO     |     | 0–0    | 4. miejsce |
| 2007/08 | 1R      | 1. FC Nürnberg       | 0–0 | 2–2    | 2–2, w.    |
| 2008/09 | 1R      | VfL Wolfsburg        | 1–1 | 0–1    | 1–2        |
| 2011/12 | PO      | Śląsk Wrocław        | 1–1 | 3–1    | 4–2        |
| 2011/12 | Grupa C | Hapoel Tel Awiw      | 1–3 | 1–0    | 4. miejsce |
| 2011/12 | Grupa C | PSV Eindhoven        | 1–3 | 1–2    | 4. miejsce |
| 2011/12 | Grupa C | Legia Warszawa       | 0–1 | 1–3    | 4. miejsce |
| 2012/13 | 2Q      | Myllykosken Pallo-47 | 3–1 | 2–0    | 5–1        |
| 2012/13 | 3Q      | Heerenveen           | 1–0 | 0–4    | 1–4        |

### Puchar Intertoto
| Sezon | Runda   | Klub           | Dom | Wyjazd | Ogólnie    |
| ----- | ------- | -------------- | --- | ------ | ---------- |
| 1997  | Grupa 9 | Odra Wodzisław |     | 4–2    | 2. miejsce |
| 1997  | Grupa 9 | Žilina         | 2–0 |        | 2. miejsce |
| 1997  | Grupa 9 | Austria Wiedeń |     | 1–1    | 2. miejsce |
| 1997  | Grupa 9 | Olympique Lyon | 1–2 |        | 2. miejsce |